# Haibach im Mühlkreis
Haibach im Mühlkreis est une commune autrichienne du district d'Urfahr-Umgebung en Haute-Autriche.